# Перихел
Перихел је тачка у којој је планета најближа Сунцу. Земља пролази кроз перихел сваке године почетком јануара и тада је удаљена од Сунца 147 милиона километара. Супротност перихелу је афел.

## Терминологија
Речи „перицентер“ и „апоцентер“ се могу видети, док се „периапсис“ и „апоасис“ користе само као технички термини.
| Небеско тело | Најближи прилаз   | Најдаљи прилаз  |
| ------------ | ----------------- | --------------- |
| Уопштено     | периапсис         | апоапсис        |
| Галаксија    | перигалактикон    | апогалактикон   |
| Звезда       | периастрон        | апастрон        |
| Црна рупа    | перимелазма       | апомелазма      |
| Сунце        | перихел           | афел            |
| Меркур       | перихермион       | апохермион      |
| Венера       | перицитерион      | апоцитерион     |
| Земља        | перигеј           | апогеј          |
| Месец        | периселен/перилун | апоселен/аполун |
| Марс         | периареион        | апоареион       |
| Јупитер      | перизене          | апозене         |
| Сатурн       | перикрон          | апокрон         |
| Уран         | периуранион       | апоуранион      |
| Нептун       | перипосејдон      | апопосејдон     |